# Mercedes Spannagel
Mercedes Spannagel (* 1995 in Wien) ist eine österreichische Schriftstellerin.

## Leben und Wirken
Mercedes Spannagel verbrachte ihre Jugend in Heidelberg und Salzburg, wo sie bereits während ihrer Schulzeit Jus studierte. Derzeit steht sie kurz vor Abschluss ihres Maschinenbaustudiums in Wien.
Ihr 2020 erschienener Debütroman Das Palais muss brennen war für den Debütpreis des Österreichischen Buchpreises nominiert.

## Publikationen (Auswahl)
- Winterkörper. Verlag Literatur Quickie, Hamburg 2018, ISBN 978-3-945453-41-4.
- Das Palais muss brennen. Kiepenheuer & Witsch, Köln 2020, ISBN 978-3-462-05509-2.

## Auszeichnungen
- 2013 Europäischer Literaturwettbewerb der Literaturwerkstatt Graz (1. Preis in der Kategorie Alter 14–18)
- 2013 AstroArt-Literaturwettbewerb Hamburg Bergedorf (1. Preis)[4]
- 2014 THEO – Berlin-Brandenburgischer Preis für Junge Literatur (Kategorie Alter 16–19)[5]
- 2014 Jugendpreis der Exil-Literaturpreise[6]
- 2014 KP Herbach-Literaturpreis[7]
- 2015 Literatur Labor Wolfenbüttel[8]
- 2017 Rauriser Förderungspreis[9] für den Text Wie es klingt, wenn es quietscht[10]
- 2018 Exil-Literaturpreis (Preis für AutorInnen mit Deutsch als Erstsprache)[11]
- 2018 FM4 Kurzgeschichtenwettbewerb Wortlaut (1. Platz)[12]
- 2018 Nominierung Sonderpreis des Wiener Werkstattpreises
- 2018 Jugendwettbewerb sprichcode mit dem Pseudonym Annie Tscharnuter (Kategorie Alter 20–25)[13]
- 2018 Meta-Merz-Literaturpreis[14]
- 2019 Wiener Werkstattpreis (Jurypreis)[15]
- 2019 Salzburger Jahresstipendium für Literatur für das Romanprojekt Löwenlose Landschaft
- 2019 Manfred Maurer-Literaturpreis (1. Preis)[16]
- 2021 AK-Literaturpreis für Alle Fische fliegen hoch[17]